# 탁심 게지 공원
탁심 게지 공원(튀르키예어: Taksim Gezi Parkı, 영어: Taksim Gezi Park)은 이스탄불 베욜루(Beyoğlu) 지구의 탁심 광장에 위치한 도시 공원이다. 이 공원은 이스탄불의 소규모 공원 중 하나이다. 2013년 5월, 공원을 철거하고 1940년 철거되었던 탁심 막사와 쇼핑몰을 건설한다는 계획이 세워졌고 이에 반발하여 2013년 튀르키예 반정부 시위가 발발했으며 게지 공원은 이 시위의 중심지 중 하나이다.

## 역사
오늘날 탁심 게지 공원에 위치한 탁심 막사는 1806년 건설되었다. 할릴 파샤 포병 막사(튀르키예어: Halil Paşa Topçu Kışlası)는 오스만 건축, 러시아 건축 및 인도 건축 양식으로 지어졌다. 이 막사는 3월 31일 사건으로 심각하게 훼손되었고 수리를 받아야 하는 상태였다.
1936년, 프랑스 건축가이자 도시계획가인 헨리 프로스트(Henri Prost)가 아타튀르크 대통령의 초대를 받았다. 그는 1951년까지 이스탄불의 거시적 도시 개발 계획자가 되었다. 프로스트의 계획에 따라 막사는 1940년 이스탄불의 시장 뤼트피 크르다르(Lütfi Kırdar)에 의해 철거되었다. 철거 이후에는 막사 안뜰을 탁심 스타디움으로 사용하였다. 튀르키예 축구 국가대표팀은 1923년 10월 26일 이 스타디움에서 독일 축구 국가대표팀과 최초로 경기를 벌였으며 결과는 2-2 무승부였다.
1939년 발효된 프로스트의 계획은 탁심 지역 사이에서 탁심 제2 공원이라 불리는 약 30헥타르의 거대 공원을 건설하기로 하고, 니샨타쉬(Nişantaşı), 마츠카(Maçka), 보스포러스의 돌마체 계곡(Dolmahçe Valley)까지 확장되었다. 이 거대 공원은 이스탄불 주민 뿐 아니라 도시 방문자들의 휴양지이자 녹지로 이용하기로 계획되었다.
공원 건설은 1943년 완료되었으며, 이 공원은 두 번째 튀르키예 대통령인 이스메트 이뇌뉘(İsmet İnönü)의 이름을 따 이뇌뉘 공원으로 이름붙어졌다. 이 공원은 이후 호텔 건물 건설 등으로 점차 줄어들었다. 그럼에도 불구하고 이 공원은 도시 휴양지로 남았고, 이 전망은 여러 복원 사업으로 자주 바뀌고 있다.

## 2013년 공원 재개발 저항
2013년 5월 28일부터 게지 공원에 탁심 막사를 복원하고 쇼핑몰을 건설한다는 계획이 발표되었다. 이 시위는 공원을 점령한 시위대가 튀르키예 경찰에게 공격을 받으면서 커졌다. 시위의 주제는 탁심 게지 공원 개발 반대를 넘어서 넓은 반정부 시위가 되었다. 또한 이 시위는 튀르키예 내 다른 도시 뿐 아니라 해외의 튀르키예 디아스포라 지역에도 발생하고 있다.
5월 31일, 경찰이 시위 진압을 위해 최루제를 이용하면서 최소 60명이 부상당하고 수백명이 체포되었다. 경찰의 이 같은 행동은 온라인에서 많은 관심을 받았다. 시위대가 이스티클랄 거리에 조직되면서 5월 31일 밤에는 수천 명까지 불어났다.

## 같이 보기
- 탁심 광장
- 이스티클랄 거리

## 갤러리

탁심 게지 공원
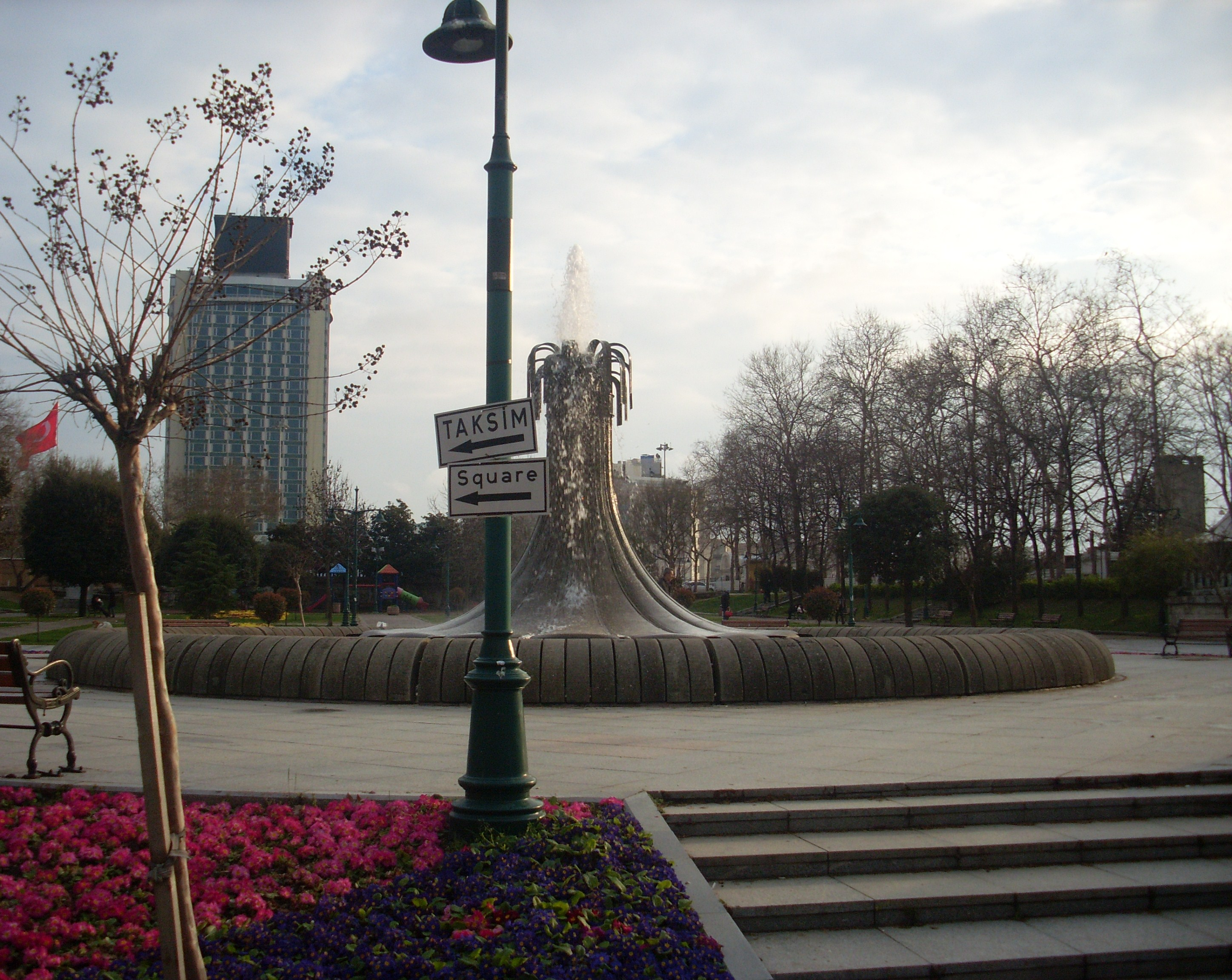
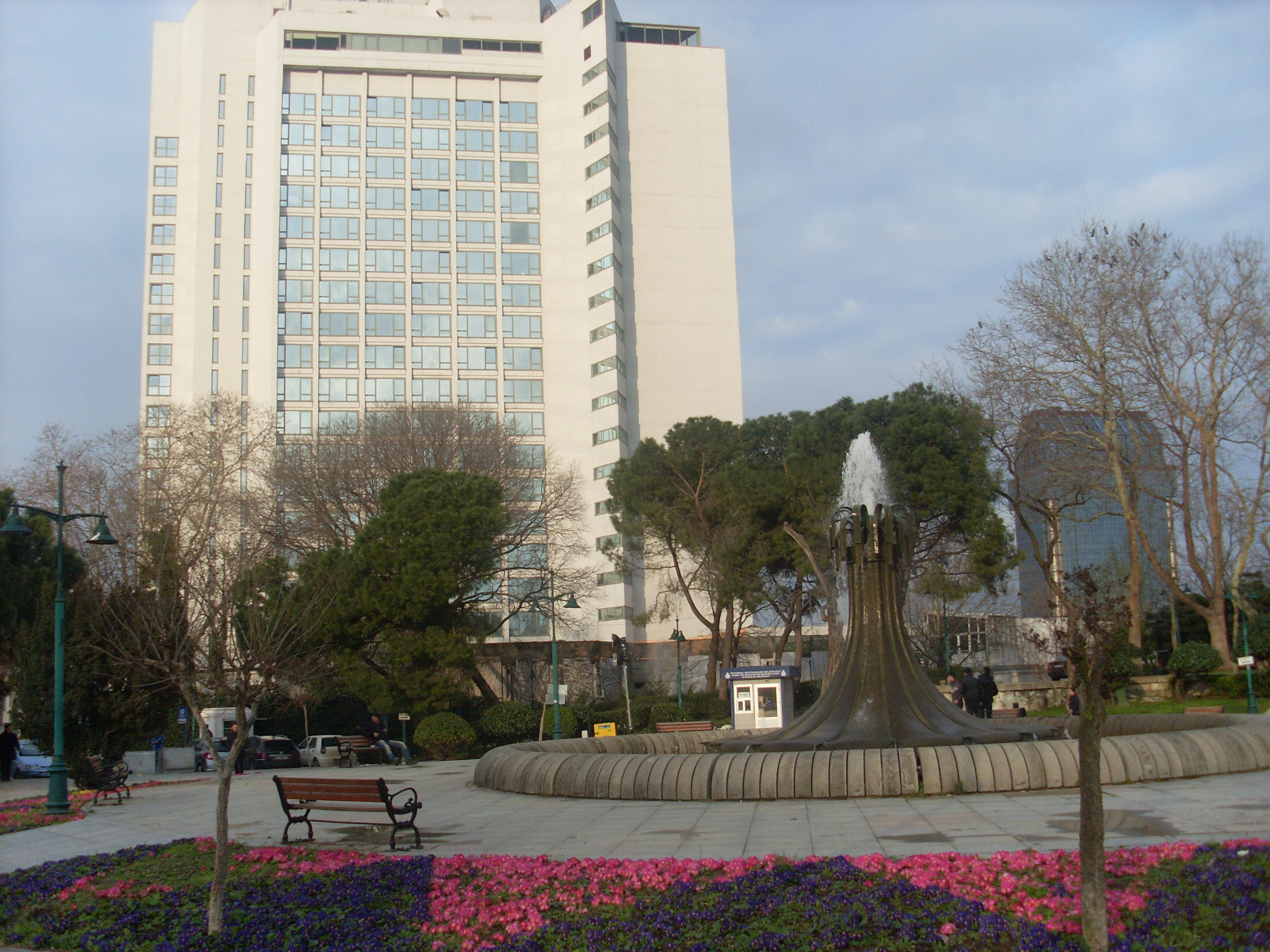
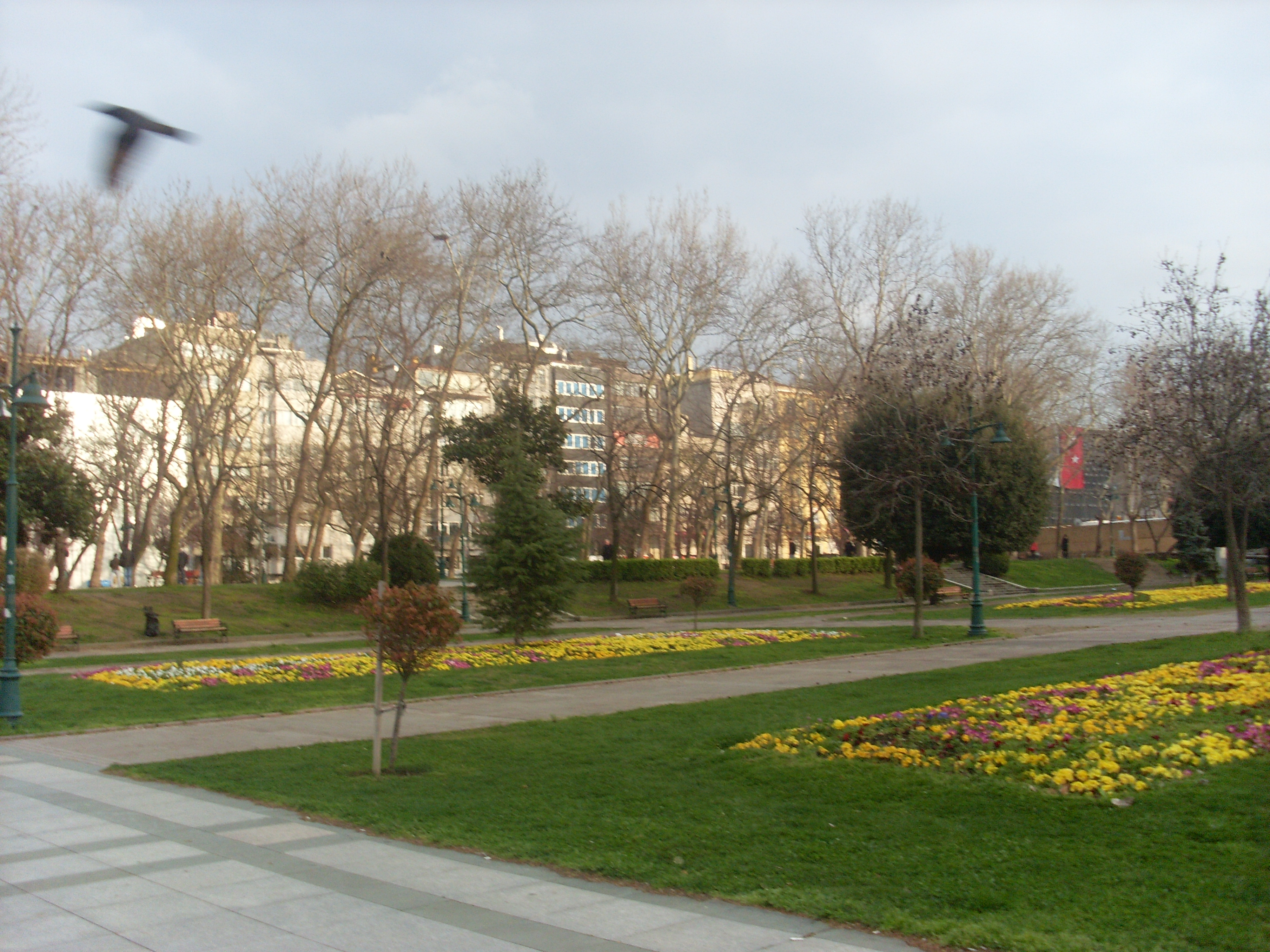
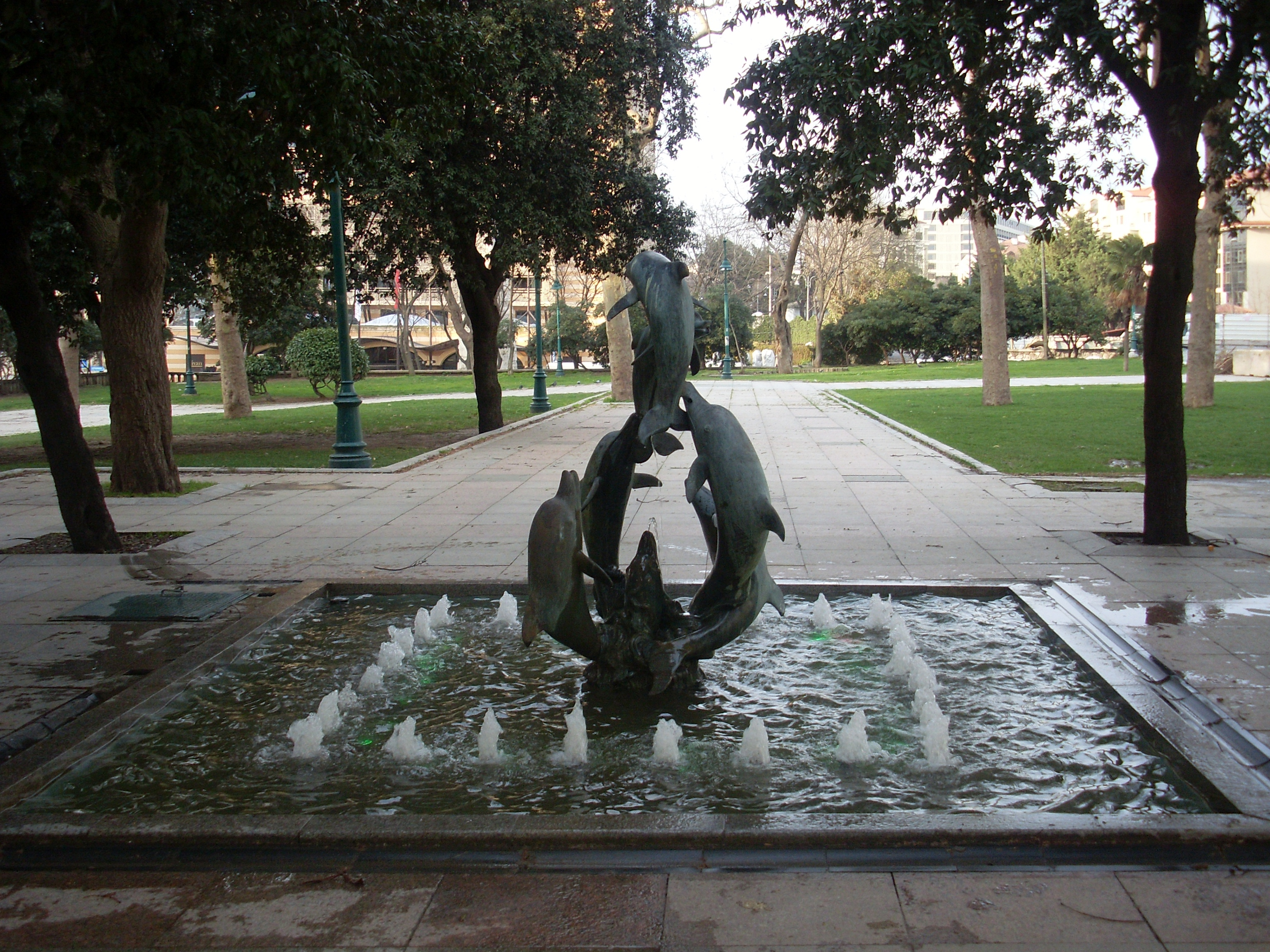
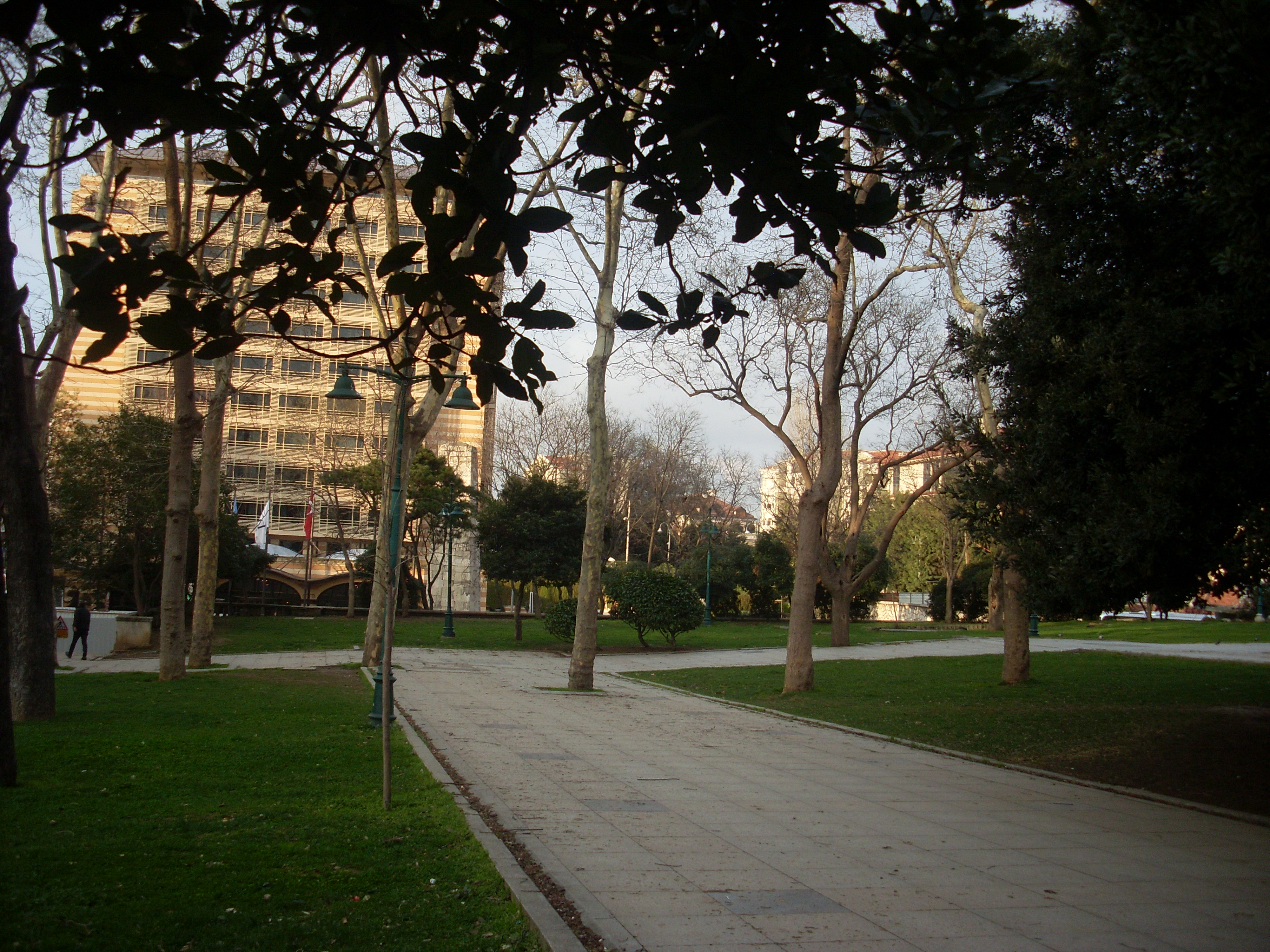
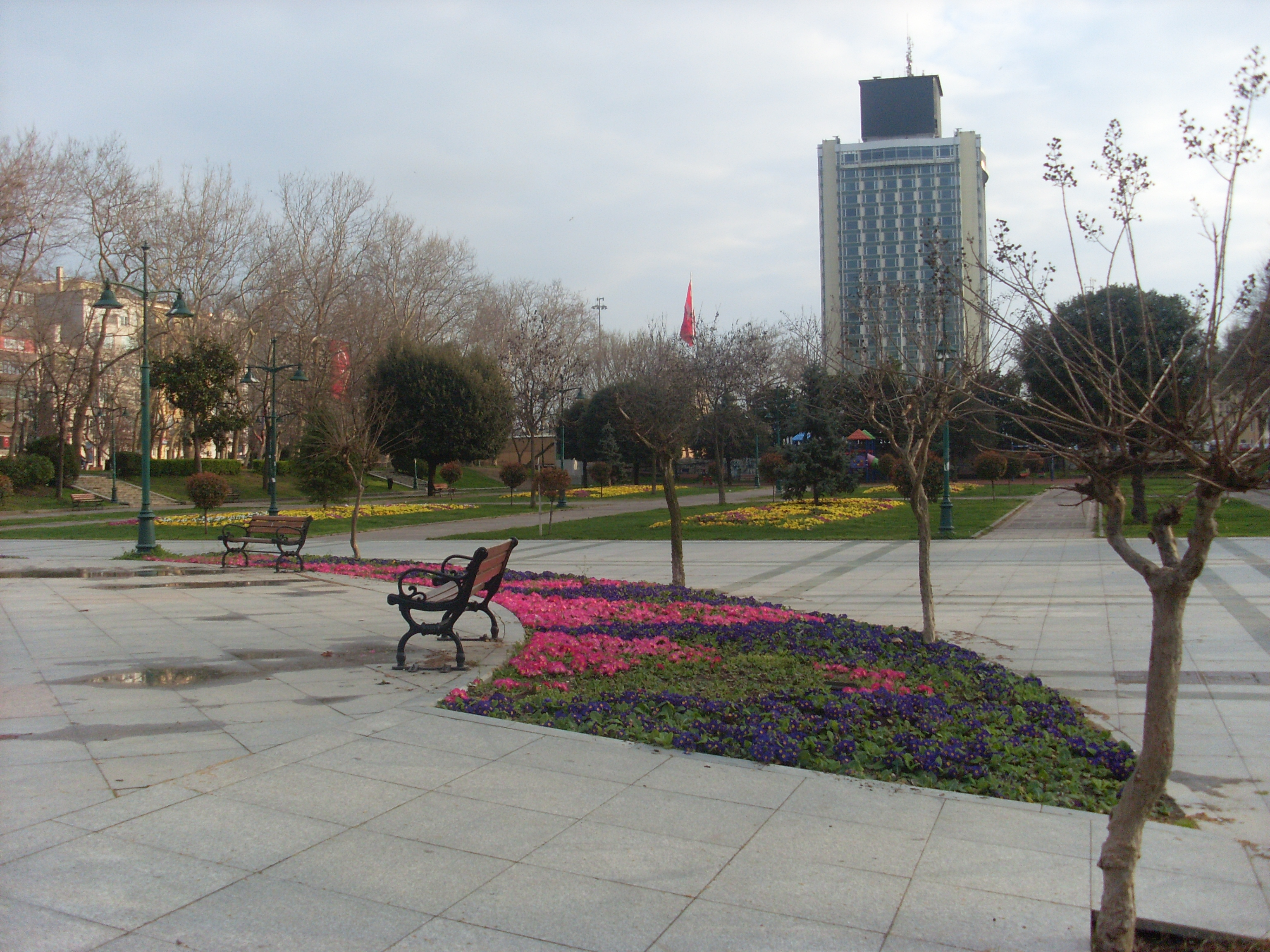